# المكتب الوطني للنقل (الكونغو)

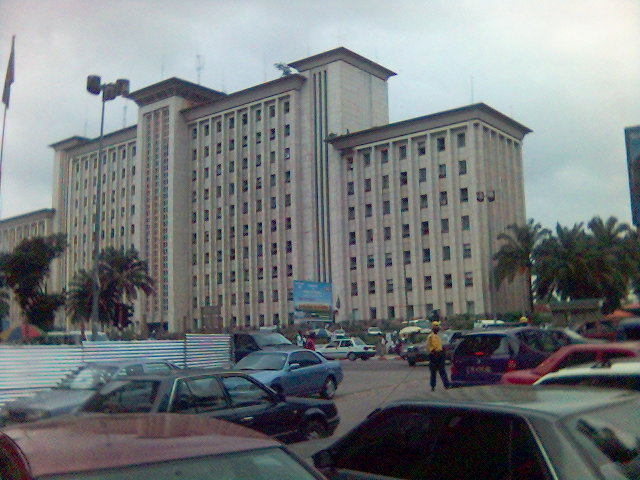
المكتب الرئيسي

المكتب الوطني للنقل (بالفرنسية: Office National des Transports أو ONATRA) هي شركة مملوكة ملكية عامة مقرها في كينشاسا تدير السكك الحديدية والموانئ والنقل النهري في شمال وغرب جمهورية الكونغو الديمقراطية على نهر الكونغو. وهي استمرار لمكتب النقل الاستعماري (Office des transports coloniaux أو OTRACO) الذي تأسس عام 1935 ووجد لاحقًا تحت أسماء أخرى.

## التاريخ
تم إنشاء مكتب النقل الاستعماري في عام 1935، كهيئة عامة، وأعيدت تسميته إلى مكتب النقل في الكونغو في عام 1960، وأصبح أخيرًا المكتب الوطني للنقل في عام 1971.
في عام 1973، نقل المكتب الوطني للنقل أكبر عدد من الركاب على الإطلاق، وهو ما مجموعه 410,871 مسافر.
في عام 1977، قررت الحكومة إنهاء احتكار المكتب للنقل النهري، والسماح لأي فرد أو شركة بامتلاك وتشغيل القوارب النهرية.
أدى الانخفاض في أصولها، جنبًا إلى جنب مع المنافسة، إلى انخفاض حاد، بحيث بحلول عام 1982، نقلت فقط 121,779 راكبًا.

## شبكة الاتصال
تتضمن الشبكة:
- سكة حديد ماتادي كينشاسا، بموجب اتفاقية مع شركة السكك الحديدية الكونغولية؛
- شبكة الأنهار والبحيرات
  - من بوما إلى بانانا (عبارة كالامو )؛
  - نهر الكونغو ونهر كاساي (وروافده)؛
- الموانئ
  - الموانئ المحيطية لماتادي وبوما
  - الموانئ النهرية كينشاسا ومبانداكا وكيسنغاني

## روابط خارجية
- المكتب الوطني للنقل في RDC